# Gheorghe Mihail
Gheorghe Mihail (n. 13/25 martie 1887, Brăila, România – d. 31 ianuarie 1982, Sinaia, Prahova, România) a fost un general de armată român, care a deținut funcția de vicepreședinte al Consiliului de Miniștri (4 iulie – 24 august 1940) în guvernul Ion Gigurtu și a exercitat în două rânduri funcția de șef al Marelui Stat Major al Armatei Române (23 august – 6 septembrie 1940 și 23 august – 12 octombrie 1944), conducând operațiunile militare de lichidare a rezistenței germane de pe teritoriul românesc în cel de-al Doilea Război Mondial.
A fost arestat în 1948, judecat alături de ceilalți membri ai guvernului progerman condus de Ion Gigurtu și condamnat la pedeapsa de 12 ani de detenție riguroasă, dar a fost grațiat și eliberat din închisoare în 1957.

## Biografie

### Tinerețea și începutul carierei militare
Gheorghe Mihail s-a născut la data de 13/25 martie 1887 la Brăila ca fiu al colonelului Dumitru Mihail și al soției lui, Elena. După absolvirea studiilor primare, a învățat timp de 7 sau 8 ani la Școala Fiilor de Militari din Iași. A urmat apoi Școala Militară de Infanterie și Cavalerie din București (1 septembrie 1905 – 1 iulie 1907), în aceeași promoție cu viitorii generali Constantin Sănătescu și Nicolae Macici, iar după absolvire a fost avansat la gradul de sublocotenent și repartizat comandant de pluton în Batalionul 6 Vânători. La 1 iulie 1910 a fost promovat locotenent și transferat în Regimentul 34 Infanterie din Constanța. În perioada 16 martie – 16 octombrie 1911 a deținut funcția de adjutant al comandantului Brigăzii 17 Infanterie, după care a revenit la Regimentul 34 Infanterie.
În 1911 a câștigat un concurs pentru a urma un curs de specializare de doi ani în Armata Austro-Ungară, fiind înrolat în Divizia 7 Infanterie la Esseg. În timpul vacanțelor a călătorit la Berlin, Breslau, Veneția, Paris și Roma, a asistat la manevre în Belgia și Elveția și a petrecut o lună în Egipt în iarna anilor 1911–1912. Întors în România în vara anului 1913, a fost mobilizat pentru campania din Bulgaria din 1913, dar regimentul de infanterie din care făcea parte nu a traversat Dunărea și a primit misiunea de a apăra capitala București de la fortul Tunari. După demobilizare și-a continuat serviciul militar la Constanța. În vara anului 1914 s-a clasat pe locul 1 la examenul de admitere la Școala Superioară de Război, dar nu a putut să urmeze cursurile deoarece școala a fost închisă din cauza izbucnirii Primului Război Mondial. A fost numit curând comandant al noii școli de ofițeri de rezervă din Constanța. A fost avansat la gradul de căpitan la 1 aprilie 1915 și numit apoi comandant al noii școli de ofițeri activi din Constanța.

### Primul Război Mondial
La intrarea României în Primul Război Mondial în august 1916 Regimentul 34 Infanterie făcea parte din trupele de rezervă și se afla mobilizat la Periș, în apropierea Bucureștilor. În luna următoare regimentul a primit ordinul să se deplaseze către Munții Buzăului. Căpitanul Mihail s-a distins acolo într-o luptă purtată pe versantul unui deal și a fost grav rănit la piciorul stâng în 7 octombrie 1916, fiind evacuat la spitalul de campanie din Nehoiu. După cinci luni de spitalizare a fost externat și trimis la regimentul său, care se afla mobilizat în acel moment în apropiere de Vaslui. În aprilie 1917 a fost avansat la gradul de maior și numit comandant de batalion. În iunie 1917 s-a deplasat cu batalionul său în zona Nămoloasa, rămânând mai mult de o lună în tranșee, pregătit de luptă. Batalionul 2 din Regimentul 34 Infanterie a participat la mijlocul lunii iulie în Bătălia de la Mărășești. Ca urmare a pierderilor foarte mari (1.586 morți, răniți și dispăruți), Regimentul 34 Infanterie a fost reorganizat ca un batalion ce a fost plasat sub comanda maiorului Gheorghe Mihail. Batalionul 2 a rezistat pe poziții și a respins trei atacuri succesive în zilele de 27 și 28 iulie 1917, capturând 62 de prizonieri și două mitraliere. Maiorul Mihail a fost rănit la șoldul stâng pe 28 iulie și a fost evacuat la spitalele de campanie din Tecuci, Vaslui și Iași.
Pentru faptele sale din timpul celor două zile de lupte a fost decorat cu Ordinul „Mihai Viteazul” clasa a III-a:
„Pentru destoinicia cu care a comandat batalionul în luptele de la 27 și 28 iulie 1917 la sud de Mărășești, unde contraatacând cu energie batalioanele bavareze, a pătruns în liniile lor, capturând 2 mitraliere și 62 de prizonieri, căzând rănit pe câmpul de onoare.”
Înalt Decret no. 914 din 18 august 1917:p. 96
Deși aflat încă în stare de convalescență, maiorul Mihail s-a alăturat în septembrie 1917 camarazilor săi, care se aflau mobilizați în apropiere de Tecuci. În preajma Crăciunului, batalionul comandat de el a fost trimis la granița cu Bucovina, unde a rămas până în martie 1918. În luna mai trupele române au fost trimise în provincia Basarabia, fiind masate pe malurile râului Nistru, în zona Rezina-Rîbnița. În același an, 1918, maiorul Mihail a fost decorat cu Legiunea de Onoare în grad de Cavaler. Ulterior, la 20 iunie 1918, a fost transferat pe postul de comandant de batalion la Școala militară de ofițeri activi de infanterie și administrație din Botoșani, pe care l-a deținut până în februarie 1919, când s-a terminat războiul.

### Perioada interbelică

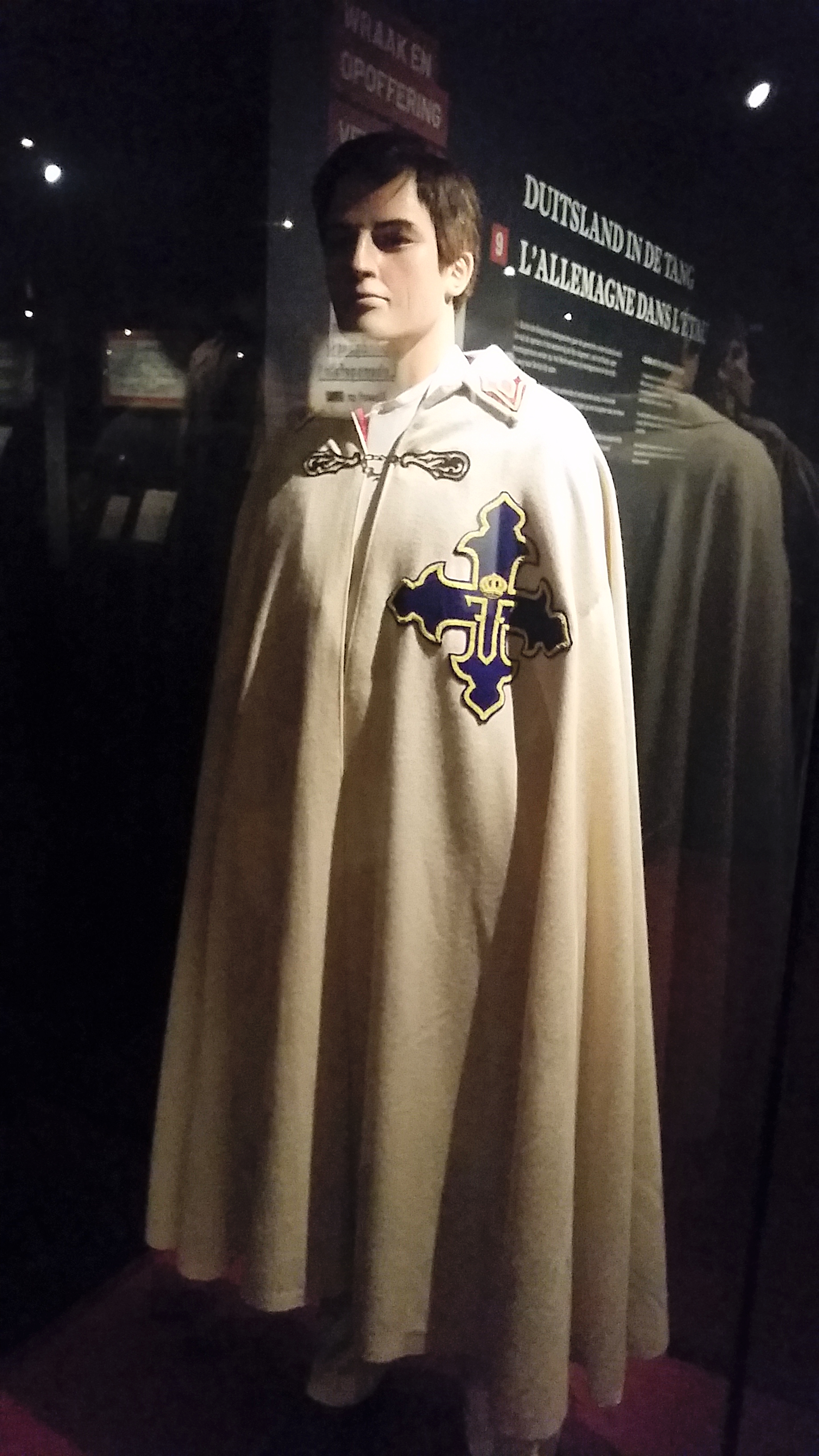
Ținuta de ceremonie a generalului Gheorghe Mihail, expusă la Muzeul Regal al Forțelor Armate și al Istoriei Militare din Bruxelles, Belgia.

A urmat apoi cursurile Școlii Superioare de Război (1919-1920), pe care le-a absolvit ca șef de promoție. Ca urmare, la 1 aprilie 1920 a fost avansat la gradul de locotenent-colonel și numit apoi în funcția de șef de stat major al Diviziei 10 Infanterie. În 1921 a fost transferat în Comandamentul trupelor de munte, iar la 15 februarie 1925 a fost numit șef de stat major al Diviziei 1 munte. A fost avansat la gradul de colonel în 1 iulie 1927. A comandat apoi Grupul 2 vânători de munte (1 aprilie – 30 septembrie 1929), Școala de aplicații (1 octombrie 1929 – 31 martie 1930) și un regiment de infanterie (1 aprilie 1930 – 30 septembrie 1932).
Colonelul Mihail a fost transferat la 1 octombrie 1932 în Marele Stat Major, fiind numit în octombrie 1933 în funcția de șef al Secției Informații a Marelui Stat Major. Avansat la gradul de general de brigadă (16 octombrie 1935), a deținut pe rând funcțiile de șef de stat major al Inspectoratului general de armată nr. 3 (1 octombrie 1936 – 31 octombrie 1937), șef al Casei Militare Regale și adjutant regal al regelui Carol al II-lea (1 noiembrie 1937 – 31 ianuarie 1939) și subsecretar de stat la Ministerul Apărării Naționale (1 februarie – 23 noiembrie 1939) în guvernele conduse de patriarhul Miron Cristea, Armand Călinescu, Gheorghe Argeșanu și Constantin Argetoianu. În această perioadă, la 25 octombrie 1939, a fost avansat la gradul de general de divizie. Nu a mai făcut parte din guvernul Gheorghe Tătărăscu (5), format la 24 noiembrie 1939, deoarece a demisionat din funcția de subsecretar de stat.
A fost numit comandant al Corpului 2 Armată din Dobrogea, dar, după o scurtă perioadă, a preluat funcția de vicepreședinte al Consiliului de Miniștri (4 iulie – 24 august 1940) în guvernul progerman condus de industriașul și politicianul Ion Gigurtu, având rolul de reprezentant al regelui. A fost numit apoi în funcția de șef al Marelui Stat Major al Armatei Române (23 august – 6 septembrie 1940), pe care a deținut-o până când a fost înlocuit de noul prim-ministru, generalul Ion Antonescu.
Din poziția de șef al Marelui Stat Major l-a sfătuit pe regele Carol al II-lea să accepte Dictatul de la Viena, deoarece, deși armata era dornică să lupte, dotarea sa lăsa de dorit, iar numărul inamicilor era prea mare (Ungaria și URSS).

### Al Doilea Război Mondial

#### Trecut în rezervă
A fost trecut în retragere prin decretul-lege nr. 3.094 din 9 septembrie 1940 al generalului Ion Antonescu, Conducătorul Statului Român și președinte al Consiliului de Miniștri, împreună cu mai mulți generali considerați a fi apropiați fostului rege Carol al II-lea și acuzați că, în calitate de înalți comandanți militari, s-ar fi comportat necorespunzător în împrejurările dramatice din vara anului 1940. Decretul-lege prevedea scoaterea mai multor generali din cadrele active ale armatei cu următoarea justificare: „având în vedere că următorii ofițeri generali au săvârșit acte grave de incapacitate, demoralizând prin fapta lor prestigiul oștirii și elementarele comandamente ale răspunderii de ostaș. Având în vedere că prin lingușiri și metode incompatibile cu demnitatea de ostaș au ocupat înalte comandamente, încurajând apoi neseriozitatea și lipsa demnității ofițerești; Având în vedere că prin incapacitatea acestor ofițeri generali s'a ajuns la decăderea oștirii și la acte grave prin pierderea granițelor; Socotind că Națiunea trebue să primească exemplul datoriei și al răspunderii prin sancționarea celor care s'au făcut vinovați de aceste abateri”.
I s-a stabilit domiciliul forțat la Sinaia. În timpul celui de-al Doilea Război Mondial a menținut relații cu regele Mihai. Generalul Mihail a avut o atitudine strict profesională în divergențele dintre familia regală și mareșalul Ion Antonescu, justificând pozițiile regelui Mihai. În noiembrie 1943 a fost chemat de regele Mihai I la Castelul Foișor și i s-a expus planul acestuia de a încheia pacea, oferindu-i-se postul pe care îl ocupase în septembrie 1940. A participat la câteva întruniri cu civili și militari apropiați Casei Regale, care plănuiau răsturnarea regimului antonescian, ieșirea României din războiul antisovietic și întoarcerea armelor împotriva Germaniei Naziste. S-a opus măsurilor militare promovate de comuniști și, în urma unui conflict cu Emil Bodnăraș, a decis să se retragă din grupul conspirativ.

#### Comandant șef al armatei la 23 august 1944
În ziua de 23 august 1944, îmbrăcat în costum civil, gen. Gheorghe Mihail a plecat împreună cu Ion Gigurtu din Sinaia și a ajuns în fața Palatului Regal din București în jurul orei 17:30. Un ofițer din Batalionul de Gardă l-a condus la regele Mihai, care era împreună cu generalii Sănătescu și Aldea. Sănătescu i-a comunicat că Antonescu a fost arestat și că el (Sănătescu) a fost numit prim-ministru, iar gen. Aldea ministru de interne. Imediat, regele Mihai i-a înmânat Înaltul Ordin se serviciu nr. 1 din 23 august 1944 prin care gen. Mihail era numit șef al Marelui Stat Major și comandant șef al armatei, regele delegându-i prerogativa de a conduce în numele Meu, operațiunile tuturor forțelor armate, de uscat, aer și marină, până la stabilirea raporturilor de comandament în cooperarea viitoare cu trupele Națiunilor Unite. Numirea sa a fost anunțată la Radio imediat după difuzarea proclamației regelui Mihai și a fost publicată în Monitorul Oficial a doua zi. A fost reintegrat în drepturi, începând cu data trecerii sale în retragere (oficial de la 1 septembrie 1944) și numit oficial în funcția de șef al Marelui Stat Major al Armatei Române (oficial tot de la 1 septembrie 1944).
După difuzarea proclamației, gen. Mihail s-a deplasat la sediul Marelui Stat Major din str. Știrbei Vodă nr. 81. Colonelul Paul Leonida, șeful secției Operații, l-a pus repede la curent cu situația militară. Apoi, gen. Gh. Mihail a emis Directiva Operativă din 23 august 1944 cu privire la încetarea luptei alături de trupele germane și reînceperea luptei alături de forțele armate ale Națiunilor Unite (sovietice) pentru eliberarea Ardealului de Nord. Rememorând acest moment în 1966, gen. Mihail a spus: Această Directivă era pregătită de mult de mine căci funcția mea de șef al Marelui Stat Major era destinată mie de Regele Mihai încă din noiembrie 1943 (...) Singurul care cunoștea înainte de 23 august 1944 această directivă a fost lt-col. Stănescu Gheorghe căruia i-am citit-o în luna iulie la Sinaia (...). Gen. Mihail a conceput trei variante ale acestei directive: 1 – convenție de armistițiu înainte de ofensiva sovietică din Moldova, 2 – fără convenție, dar cu trei brigăzi americane aeropurtate, 3 – fără convenție, făra brigăzi americane. Varianta 3 a fost cea aplicată la 23 august.
După enunțarea scopului politic – directiva stabilea că Armata Română înceta luptele alături de Armata Germană și urma să elibereze Ardealul de Nord – gen. Mihail a comunicat marilor unități organizarea comandamentului: toate forțele române de uscat, aer și marină ies de sub autoritatea germană și ascultă numai ordinele MAJESTĂȚII SALE REGELUI MIHAI I ce se vor transmite prin Marele Stat Major al cărui Șef am fost numit prin Înalta încredere a MAJESTĂȚII SALE. Armatele 3 și 4 (care luptaseră în Basarabia și Moldova) urmau să se regrupeze în regiunea Focșani – Galați și ulterior în regiunea Ploiești – București. El a numit apoi comandanții forțelor din interior, pe regiuni: gen. Nicolae Macici (Banat și Ardealul de Sud), gen. Marin Manafu (Oltenia), gen. Constantin Vasiliu-Rășcanu (Muntenia Nord), gen. Nicolae Pălăngeanu (Muntenia Sud), gen. Iosif Teodorescu (București), gen. Nicolae Dăscălescu (Dobrogea), viceamiral Ioan Georgescu (Marina). La finalul directivei gen. Mihail preciza următoarele: atitudinea față de trupele Națiunilor Unite (sovietice): prietenoasă fără a cădea în servilism.

#### Omul care a salvat Bucureștiul

Biletul trimis de gen. Sănătescu în seara zilei de 24 august 1944 gen. Mihail prin care îi cerea să evacueze Bucureștiul.

În seara zilei de 24 august, gen. Sănătescu, în calitate de prim-ministru, i-a cerut gen. Mihail să evacueze trupele din capitală, retrăgându-le pe Argeș, în regiunea Buda. A făcut acest lucru transmițându-i un bilet printr-un curier care s-a deplasat la adăpostul antiaerian al Palatului CFR, unde se afla gen. Mihail. Pentru a nu crea panică, Mihail nu a arătat nimănui biletul, care a fost găsit și confiscat mai târziu la percheziția efectuată cu prilejul arestării sale din ianuarie 1948.  
Cu biletul în buzunar, însoțit de col. Runceanu (șeful secției II din M.St.M.), Mihail a plecat la sediul BNR să discute cu Sănătescu. A ajuns acolo cu greu, multe străzi fiind blocate de bombardamentele germane din timpul zilei, și a aflat că Sănătescu și întreg guvernul plecaseră din București. Regele și curtea erau deja în județul Gorj, plecați încă din noaptea de 23/24. Reîntors la Palatul CFR, col. Runceanu i-a cerut permisiunea să-și pună la adăpost familia, fiind și el convins că nemții vor intra în București, așa cum se zvonise pe parcursul întregii zile de 24 august. Nemții reușiseră într-adevăr să intercepteze toate căile de acces spre București în afară de Gara Pasărea - Pădurea Pustnicul, unde se găsea comandamentul operativ al Ministerului Apărării, cu gen. Racoviță. 
Educația, cultura, experiența și cunoștințele militare l-au făcut pe Mihail să ia imediat decizia de a nu executa ordinul lui Sănătescu. În notele sale, și mai târziu în înregistrarea audio din 1966, el a detaliat acest moment, explicând implicațiile grave ale evacuării trupelor române din capitală: „Mă găsesc între nemți și ruși întocmai cum aș fi deasupra unui butoi cu pulbere. Rușii ne tratau ca pe dușmani, luându-ne ostașii prizonieri (...) Dacă nemții ar fi intrat în București, rușii ar fi încetinit, și așa au încetinit înaintarea, și ar fi rămas spectatori, așa cum au făcut cu revolta lui Komorowski (...)”.
În noaptea de 23–24 august 1944 a transmis unităților militare române directiva operativ-strategică de dezarmare a unităților militare germane de pe teritoriul României și de nimicire a grupărilor germane care opuneau rezistență armată. Armatele 3 și 4, aflate pe frontul din Moldova, trebuiau să se retragă pe linia Adjud–Nămoloasa–Focșani–Brăila. În următoarele opt zile, până la 31 august 1944, unitățile militare germane aflate pe teritoriul românesc au fost înfrânte, iar în aceste lupte dure au murit peste 5.000 de militari germani și au fost luați prizonieri 56.455 de militari germani, printre care 14 generali și 1.421 de ofițeri.
Recunoscându-i-se meritele în eliberarea României de sub ocupația germană, Gheorghe Mihail a fost avansat la 9 septembrie 1944 la gradul de general de corp de armată, recunoscându-i-se vechimea în grad de la 24 ianuarie 1942. A refuzat categoric cererea mareșalului Rodion Malinovski de a desființa diviziile române din interiorul României sau de a le trimite pe front. A refuzat, de asemenea, să semneze Protocolul de colaborare militară și a cerut în repetate rânduri eliberarea soldaților români luați prizonieri de sovietici în Moldova după 24 august 1944, dar fără succes.
În urma neînțelegerilor cu aliații sovietici și a faptului că nu era de acord cu depășirea de către trupele române a frontierelor României din 1940, generalul Gheorghe Mihail a demisionat în 12 octombrie 1944 din funcția de șef al Marelui Stat Major și a fost numit inspector general al infanteriei.
Pentru activitatea de reorganizare a Armatei Române realizată în primele zile de după 23 august 1944 a fost decorat la 15 noiembrie 1944 cu Ordinul Militar „Mihai Viteazul” cu spade, clasa III-a: 
„Pentru curajul și priceperea arătate în acțiunea dela 23 August până la 27 August a.c., reușind prin măsurile luate, a lichida complet rezistența germană de pe teritoriul românesc”.
Decretul regal nr. 2.179 din 15 noiembrie 1944
În noiembrie 1944 a fost avansat la gradul de general de armată. A fost decorat cu numeroase ordine și medalii românești, printre care Ordinul „23 August”, cl. a II-a, și Ordinul „Tudor Vladimirescu”, cl. a II-a.
Eliberat în august 1946 din funcția de inspector general al infanteriei, a fost trecut în cadrul disponibil la 9 august 1946, în baza legii nr. 433 din 1946, și apoi, din oficiu, în poziția de rezervă la 9 august 1947. A locuit la vila lui din Sinaia, aflată pe str. Șoimu nr. 10, și într-o casă de pe str. Știrbei Vodă nr. 81 din București, împreună cu soția lui, Lilica, cu care a avut doi băieți.

### Persecuția și moartea
Generalul Mihail a fost arestat preventiv la 20 ianuarie 1948 de către autoritățile noului regim comunist și transportat de la Sinaia la București pentru a fi judecat împreună cu Ion Gigurtu și cu alți membri ai guvernului său pentru măsurile luate împotriva comuniștilor în 1940. În casa lui din Sinaia au fost găsite manuscrise care includeau, în opinia procurorului, „o mulțime de fraze care conțineau insulte și calomnii la adresa URSS-ului și a regimului din România”. A fost acuzat de sabotaj alături de „un grup de moșieri sabotori din județul Ilfov” și apoi, în 1954, de „activitate intensă contra clasei muncitoare”, trecând prin penitenciarele Pitești, Aiud, Ocnele Mari, Sighet, Văcărești și Jilava. A fost condamnat pe 23 ianuarie 1957 de către Tribunalul Militar al Regiunii II Militare la pedeapsa de 12 ani de detenție riguroasă și confiscarea averii, care urma să se încheie în 1960. A fost eliberat de la închisoarea Jilava pe 10 octombrie 1957 pe baza decretului de grațiere al Prezidiului Marii Adunări Naționale nr. 460 din 25 septembrie 1957. Generalul Gheorghe Mihail a fost reabilitat în 1964 și a fost decorat cu mai multe medalii, inclusiv Ordinul 23 August. 
A decedat la București, aproape 25 de ani mai târziu, pe 31 ianuarie 1982 și a fost înmormântat în Cimitirul Șețu din Sinaia.
Având în vedere legăturile sale îndelungate cu orașul Sinaia, generalul Mihail a fost numit post-mortem la 14 august 2006 cetățean de onoare al acestei localități.

## Decorații
- Ordinul „Mihai Viteazul”,  cl. a III-a (18 august 1917)[5]:p. 96
- Legiunea de Onoare în grad de Cavaler (1918)
- Ordinul Militar „Mihai Viteazul” cu spade clasa III (15 noiembrie 1944)[20]
- Ordinul „23 August”, cl. a II-a
- Ordinul „Tudor Vladimirescu”, cl. a II-a

## Legături externe
- Observatorul Militar nr. 49/2007 – Gheorghe Mihail – un brav general al Armatei României (I)[nefuncțională]
- Observatorul Militar nr. 50–51/2007 – Gheorghe Mihail – un brav general al Armatei României (II)[nefuncțională]